# 外国ユーザーリスト
外国ユーザーリスト（がいこくユーザーリスト、英語: End users list）は、経済産業省が輸出貿易管理令に基づいて作成する、輸出された貨物や技術が大量破壊兵器、生物兵器、化学兵器、輸送用ミサイル等の開発、製造等に使われる懸念がある外国の企業名、組織名を列記した表。

## 概要
国際的な安全保障貿易管理の手段として、海外へ輸出する貨物や技術が大量破壊兵器、生物兵器、化学兵器、輸送用ミサイル等の開発、製造等に使われる可能性が高いものは、リスト規制と称して、品目、仕様をリストに列記して禁輸、許可制度などの輸出規制が行われている。
また、たとえこれらのリスト化されている品目、仕様以外のものであっても、輸出される貨物、技術が大量破壊兵器の開発等に用いられるおそれがある場合には、法令で輸出許可申請が義務付けられており、キャッチオール規制と称する。輸出に従事するものは、貨物の需要家や技術の利用者が誰か、どのように使うのかを確認し、また、要注意先である外国ユーザーリストに記載されていないかを確認する義務がある。
リストに記載されている組織に対する輸出は、それが大量破壊兵器等の開発等に利用されるおそれがないことが明らかな場合を除き、経済産業大臣への許可申請が必要となる。
2017年5月24日に改訂、公表されたリストには、アフガニスタン（2組織）、アラブ首長国連邦（7組織）、イスラエル（2組織）、イラン（206組織）、インド（4組織）、エジプト（1組織）、北朝鮮（142組織）、シリア（20組織）、台湾（1組織）、中国（51組織）、パキスタン（38組織）、香港（3組織）、レバノン（3組織）の計13ヶ国（地域）にわたる、481組織（2ヶ国にまたがる1組織を含む）が挙げられている。
2014年9月17日改訂時や2016年1月22日改訂時に大きな削除があったが、近年、イラン、北朝鮮の組織名の掲載が増える傾向にあった。例えば、2012年8月1日の改訂時には、それぞれ65組織と8組織が追加された。また、北朝鮮では用途の偽装のためか、病院、産院、百貨店、銀行、海運会社などの名も挙げられており、特に注意を要する。企業、組織名以外に懸念区分も見直されているので、合わせて確認を要する。
このリストの改正、公表と近い時期に『大量破壊兵器等の開発等に用いられるおそれの強い貨物例について』という対象貨物のリストが改正、公表されることも多い。

## 沿革
2015年4月17日に改訂、公表されたリストには、アフガニスタン（3組織）、アラブ首長国連邦（6組織）、イスラエル（2組織）、イラン（295組織）、インド（4組織）、北朝鮮（121組織）、シリア（15組織）、台湾（3組織）、中国（43組織）、パキスタン（34組織）、香港（2組織）の計11ヶ国（地域）にわたる、過去最多の527組織（2ヶ国にまたがる1組織を含む）が挙げられていた。シリアの2組織と中国の15組織が増えた他、イランの4組織、パキスタンの4組織が入れ替わった。
2016年1月22日に改訂、公表されたリストではイラン、中国を中心に70組織が減少となり合計11ヵ国（地域）の457組織となった。
2017年5月24日に改訂、公表されたリストではアラブ首長国連邦、イラン、中国で入れ替わりがあり、エジプト（1組織）、北朝鮮（17組織）、シリア（2組織）、パキスタン（3組織）、レバノン（3組織）の追加があり、24組織増加の合計13ヵ国（地域）の481組織となった。